# Saint-Gorgon (Vosges)
Saint-Gorgon é uma comuna francesa na região administrativa de Grande Leste, no departamento de Vosges. Estende-se por uma área de 5,77 km². Em 2010 a comuna tinha 401 habitantes (densidade: 69,5 hab./km²).